# Walter Blattmann
Walter Blattmann (né le 10 juin 1910 à Zurich et mort le 1er octobre 1965 à Zurich) est un coureur cycliste suisse. Professionnel de 1932 à 1938, il a notamment été champion de Suisse de cyclo-cross en 1933 et s'est classé troisième du Critérium international de cyclo-cross la même année.

## Palmarès
- 1933
  - Champion de Suisse de cyclo-cross
  - Championnat de Zurich
  - 2e du Tour de Haute-Savoie
  - 3e du Critérium international de cyclo-cross
- 1934
  - Tour du Nord-Ouest de la Suisse
  - Tour du lac Léman
  - 2e du Tour de Haute-Savoie
  - 3e du championnat de Suisse sur route
- 1935
  - 3e du Championnat de Zurich
  - 9e du Tour d'Espagne
- 1937
  - 3e du Tour de Suisse
- 1938
  - 2e du Championnat de Zurich
  - 3e du Tour du Nord-Ouest de la Suisse

## Résultats sur les grands tours

### Tour de France
- 1933 : 30e
- 1934 : abandon

### Tour d'Espagne
- 1935 : 9e